# Прокаин
Прокаинът, познат още под търговското наименование новокаин, е местен анестетик от групата на аминоестерите. Той се използва главно за намаляване на болката при мусклулно инжектиране на пеницилин. Използва се и в стоматологията. Той действа основно, като блокира натриевите канали. Ефектите му са симпатолитични, противовъзпалителни. Увеличава перфузията и подобрява на настроението. За това в някои страни се използва с терапевтична цел. 
Прокаинът за първи път е синтезиран през 1905 г. скоро след amylocaine. Създаден е от немския химик Алфред Ейнхорн, който е дал на химически търговско наименование Новокаин, от латински nov- (озн. нов) и -caine, често окончание за алкалоиди използвани, като упойка. Медицинското му приложение се започва от хирурга Хенри Браун. Преди откриването на amylocaine и новокаин, кокаинът е бил най-често се използва местна упойка. Айнхорн пожел откритието му да се използва при ампутация, но хирурзите предпочитали обща анестезия. Зъболекарите, обаче, го счели за доста полезен. Айнхорн бил недоволен от тази подигравка с „благородното му“ изобретение и прекарва много години в пътуване из стоматологични училища, съветвайки неупотребата му. Това разбира се е карикатура, но тя илюстрира отношението на откривателите когато се случи нещо неочаквано: „това не трябваше да се случва“.

## Фармакология
Основната употреба на прокаина е като упойка.
Прокаин се използва по-рядко, тъй като днес има по-ефективни (и хипоалергични) алтернативи, като например лидокаин (Ксилокаин). Прокаина е вазодилататор, както другите местни анестетици (като mepivacaine, и prilocaine) и затова често се прилага едновременно с адреналин за стесняване на кръвоносните съдове. Стесняване на кръвоносните съдове, помага за намаляване на кървенето. Увеличава продължителността и качеството на анестезия и предпазва лекарството да достигне системната циркулация в по-големи количества. Така като цяло се намалява необходимото количество на местна упойка. За разлика от кокаина, който е вазоконстриктор прокаина не предизвиква еуфория, пристрастяване и толеранс които да доведат до заплаха от злоупотреби.
Прокаинът е естер и се метаболизира, чрез хидролиза в плазмата от ензим псевдохолинестераза до пара-аминобензоена киселина (ПАБК), която след това се отделя чрез бъбреците в урината.
Прокаин е основна съставка в спорното лекарство Геровитал H3 произвеждано от Ана Аслан (Румъния). Неговите поддръжници твърдят, че премахва много от ефектите на стареене. Масата медици смятат, че тези твърдения са били сериозно проучени и дискредитирани през 1960-те години.
Инжекция на 1% разтвор на прокаин е бил препоръчан за лечение на кръвоизливи, свързани с венепункция (заедно с влажна топлина, АСА, стероиди, антибиотици). Прокаин се препоръчва и за лечение на случайно интра-артериално инжектиране (10 ml от 1% развтор на новокаина), тъй като той помага за облекчаване на болки и спазми на кръвоносните съдове.
Прокаин понякога се добавя и в незаконни улични наркотици, като например кокаин. Производителите на MDMA също добавят новокаин в съотношения от 1:1 до 10% MDMA към 90% прокаин, което може да бъде опасно за живота.

## Странични ефекти
Прилагането на прокаина води до намаляване на невроналната активност. Това прави нервната система хиперчувствителна и води до безпокойство и треперене, което води до до тежки спазми. Изследвания върху животни показват, че използването на прокаин води до увеличаване на нивата на допамин и серотонин в мозъка. Други проблеми могат да възникнат от индивидуалната дозова поносимост на новокаина. Нервност и световъртеж могат да се появят поради възбуда на централната нервна система, което може да доведе до дихателна недостатъчност при предозиране. Прокаин може също да доведе до отслабване на миокарда, което да доведе до спиране на сърцето.
Прокаин може да предизвика алергични реакции. Алергичната реакция води до проблеми с дишането, обрив и подуване. Като цяло алергични реакции не са в отговор на прокаина, а към неговия метаболит парааминобензоена киселина. Повече от един от 3000 бели северно-американци са хомозиготни (т.е. те имат две копия на ненормалния ген) за атипичните форми на ензима псевдохолинестераза. Те не могат да хидролизират етерните анестетици, като новокаин. Резултатът е, че дълъл период на високо ниво на анестетика в кръвта засилване неговата токсичност. Има популации, като Vysya общността в Индия, където дефицит на този ензим се среща много по-често.

## Синтез
Новокаинът може да бъде синтезиран по два начинаː
Първият начин се състои в директна реакция между етиловия естер на 4-аминобензоената киселина и 2-диетиламиноетанол. Извършва се в присъствието на натриев етоксид.
Втори начин е чрез окисление 4-нитротолуен до 4-нитробензоена киселина, която нататък реагира с тионилхлорид. При това киселиния хлорид се естерифицира с 2-диетиламиноетанол. Най-накрая, нитро група се редуцирра с хидрогениране над никелов катализатор на Рени.

## По-нататъшно четене
- J.D. Hahn-Godeffroy: Wirkungen und Nebenwirkungen von Procain: was ist gesichert?. Komplement. integr. Med. 02/2007, 32 – 34.
- A. Einhorn, K. Fiedler, C. Ladish, E. Uhlfelder. Justus Liebigs Annalen der Chemie 371, 125, 131, 142, 162 (1910).
- A. Einhorn, M. Lucius, Щатски патент 812 554 (1906).
- M. Lucius, DE 179627[неработеща препратка] (1904).
- M. Lucius, DE 194748[неработеща препратка] (1905).